# Racemobambos glabra
Racemobambos glabra är en gräsart som beskrevs av Richard Eric Holttum. Racemobambos glabra ingår i släktet Racemobambos och familjen gräs. Inga underarter finns listade i Catalogue of Life.